# Estakada nad doliną Obrzycy
Estakada nad doliną Obrzycy, nazywana także Estakadą Katowicką – żelbetowa estakada drogowa nad doliną Obrzycy oraz ulicą Inflancką w Poznaniu (dawniej także nad normalnotorową bocznicą Średzkiej Kolei Powiatowej), której konstrukcja składa się z dwóch niezależnych estakad.
Znajduje się w ciągu ul. Bolesława Krzywoustego, tzw. Trasy Katowickiej. Łączy Dolny Taras Rataj (osiedle administracyjne Rataje) z Górnym Tarasem Rataj (osiedla administracyjne Chartowo i Żegrze) w ramach dawnej dzielnicy administracyjnej Nowe Miasto.

## Budowa
Roboty palowe pod estakadę wykonało Poznańskie Przedsiębiorstwo Robót Inżynieryjnych Budownictwa Przemysłowego "Hydrobudowa-9", natomiast konstrukcja została wzniesiona przez Płockie Przedsiębiorstwo Robót Mostowych. W dniu 29 grudnia 1976 dopuszczono ruch pojazdów na estakadzie. Oficjalnie obiekt oddano do użytku wraz z całym odcinkiem ul. Krzywoustego 29 czerwca 1977.

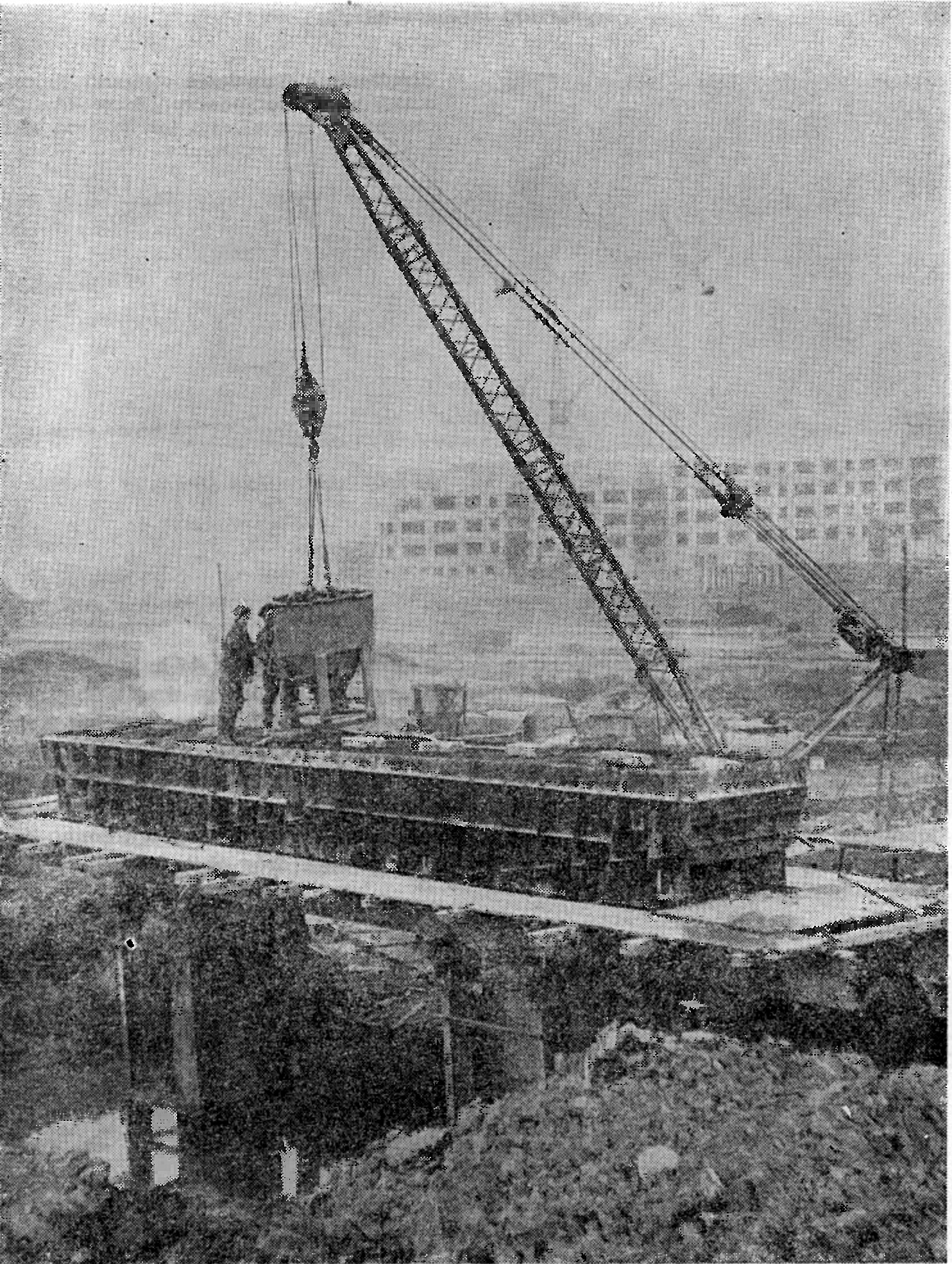
Budowa estakady (marzec 1975)
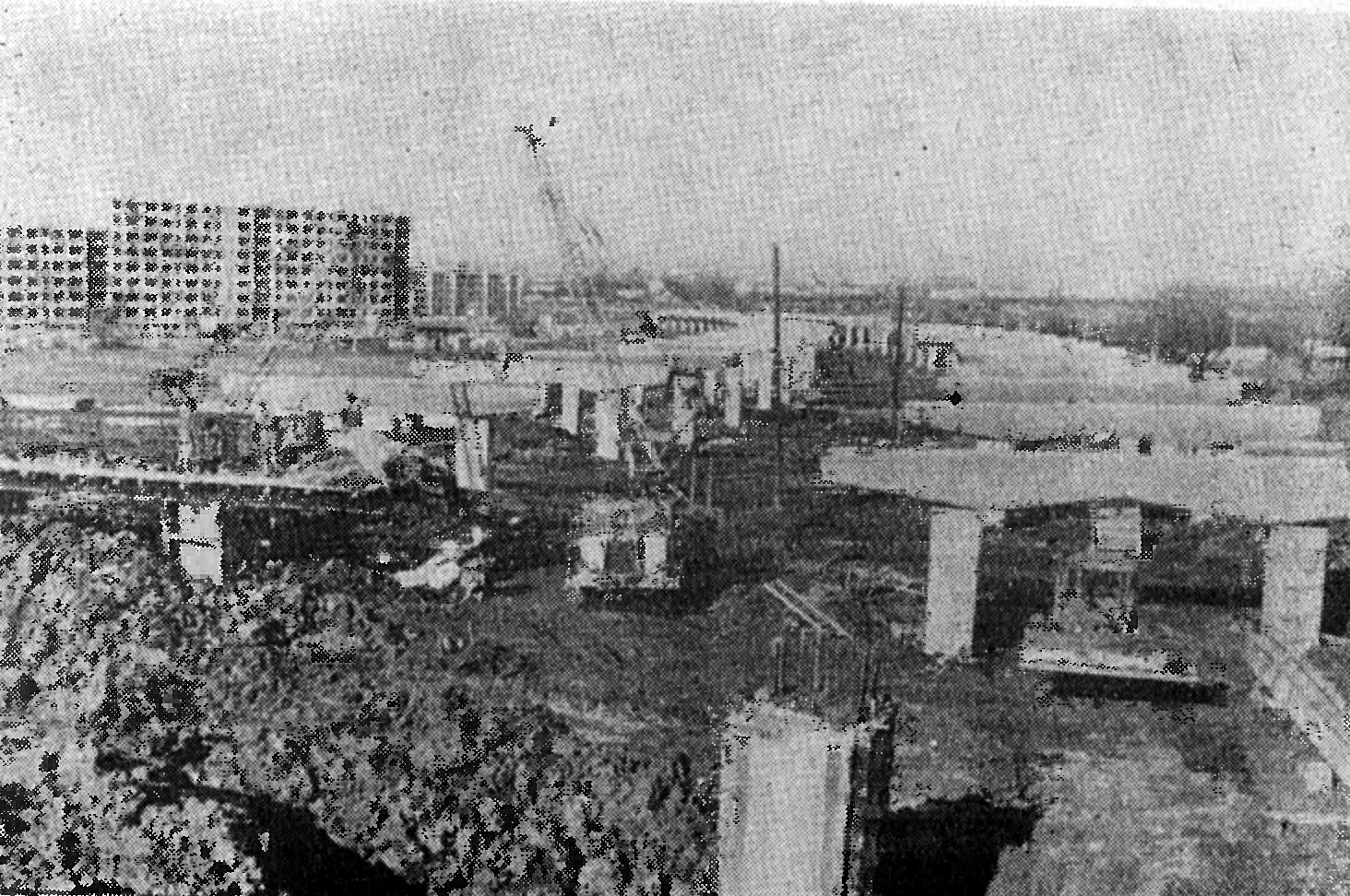
Budowa estakady (marzec 1975)
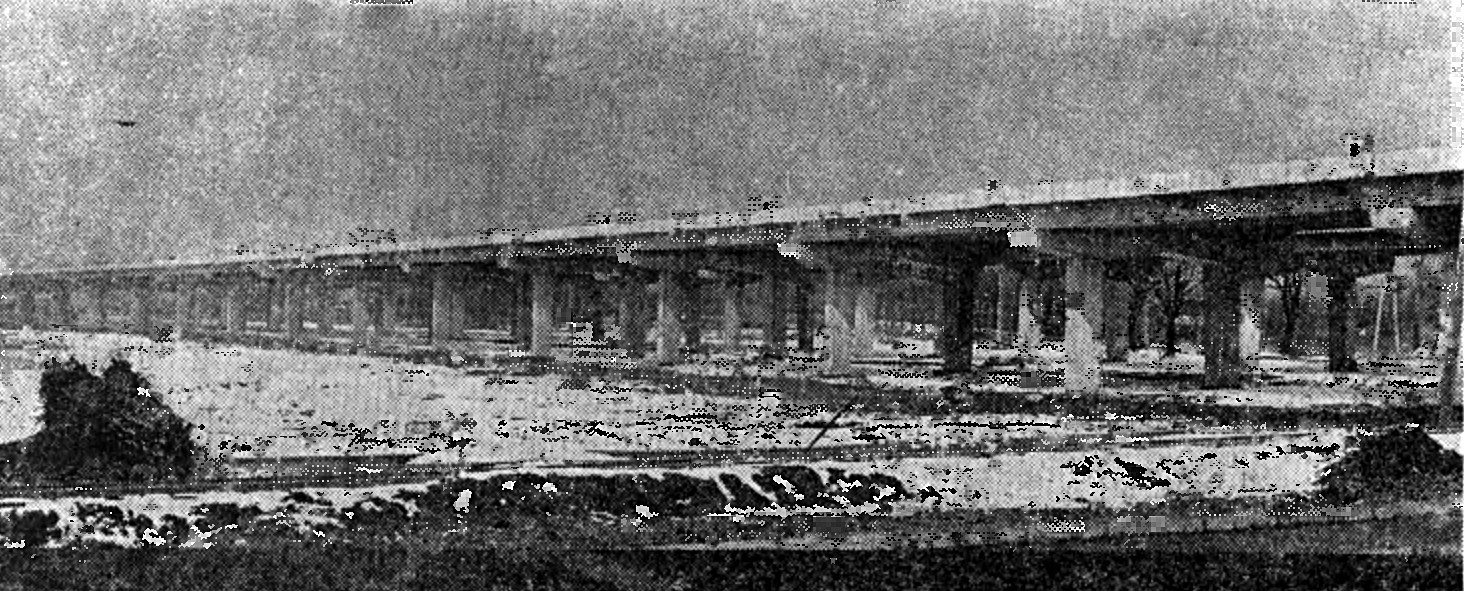
Wzniesiona konstrukcja estakady (luty 1976)
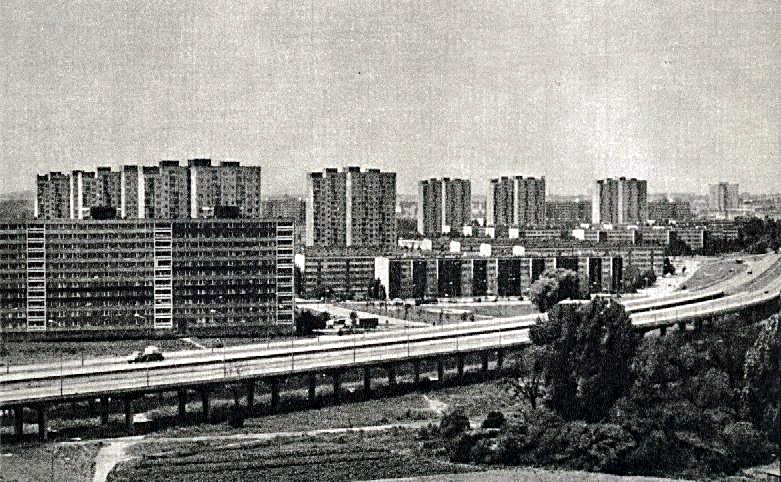
Estakada w 10 roku eksploatacji (1985)
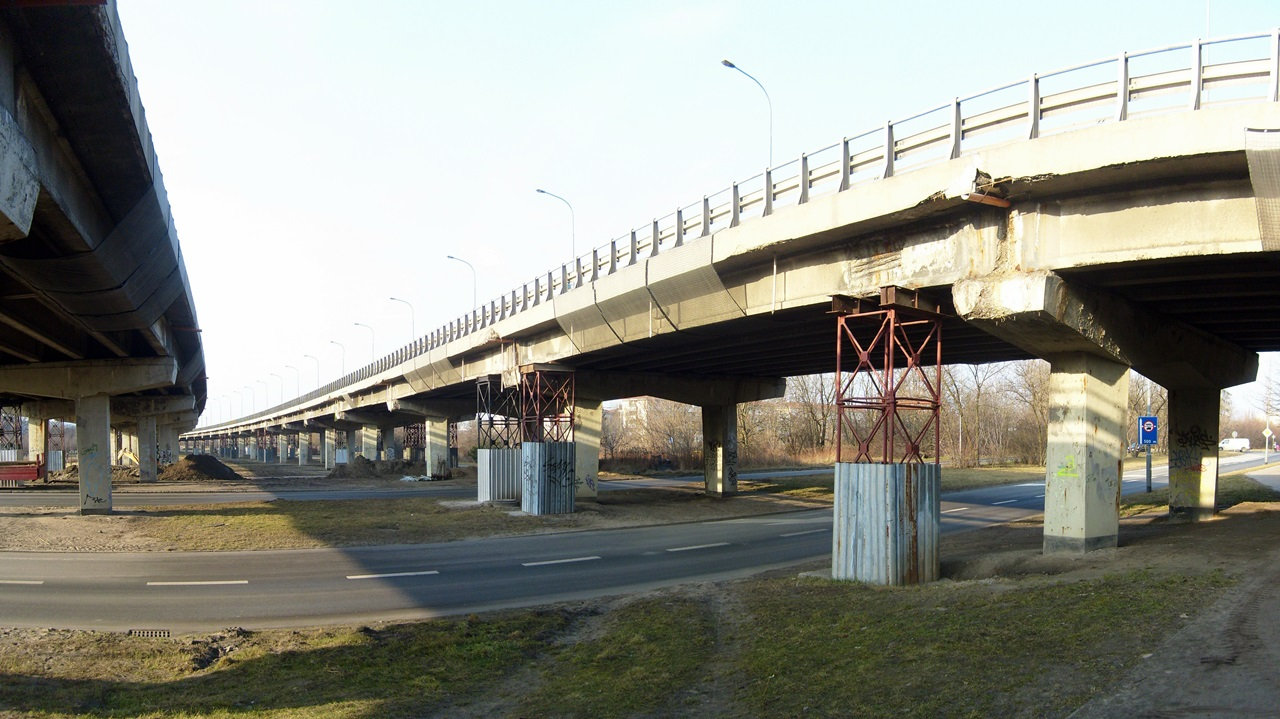
Estakada po prawie 40 latach od budowy (2014)
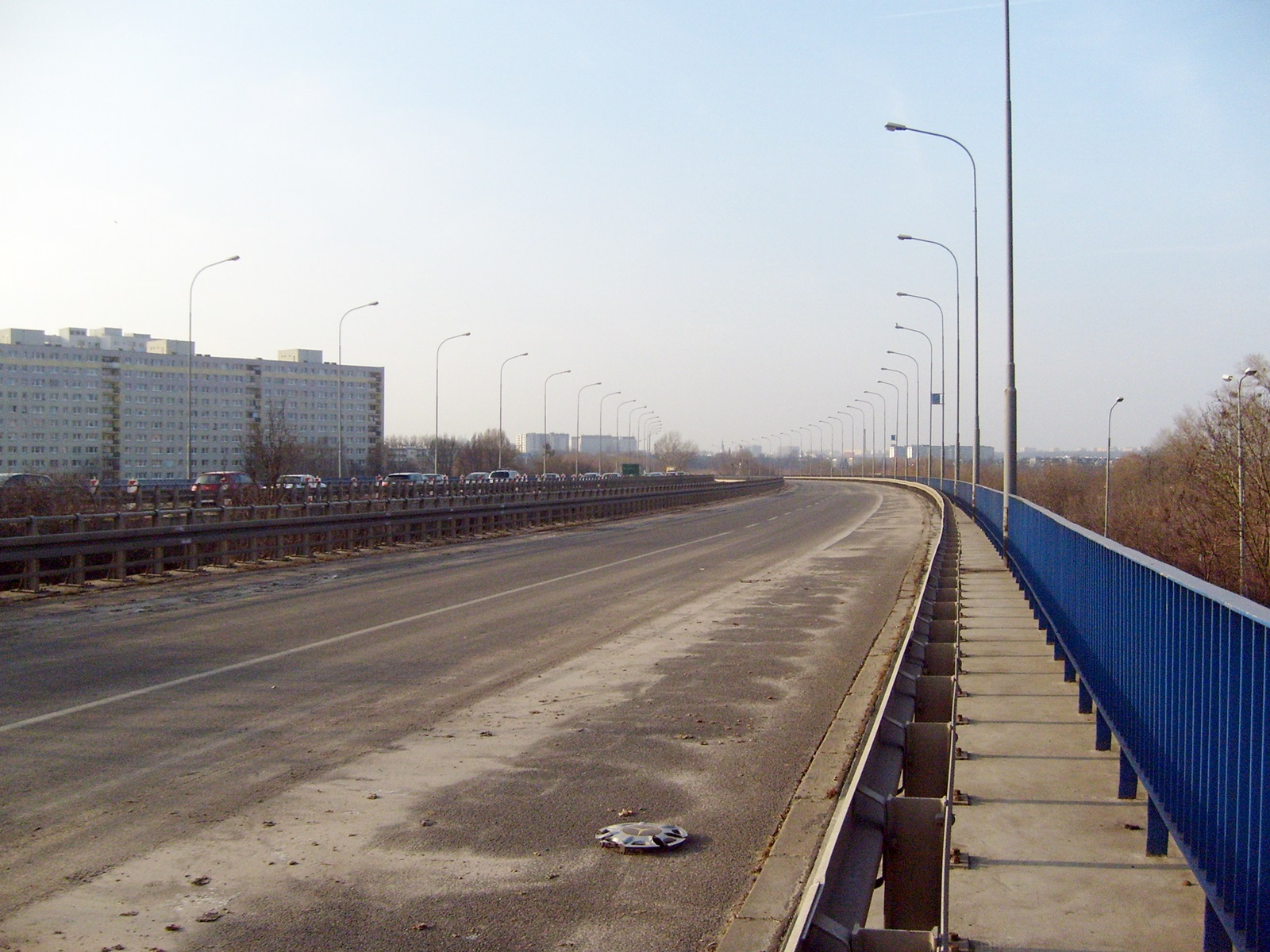
Zamknięta północno-wschodnia estakada, przed remontem (2014)

### Przebudowa
W 2011 z uwagi na zły stan techniczny (korozja, odpadanie kawałków betonu) Zarząd Dróg Miejskich dokonał zwężenia jezdni w każdym z kierunków. W styczniu 2012 ZDM wydał zakaz wjazdu na estakadę pojazdów o masie powyżej 10 ton. Pod estakadą zostały zamontowane dodatkowe podparcia oraz siatki zabezpieczające przed odpadającymi kawałkami betonu. Wojewódzki Inspektor Nadzoru Budowlanego, po wykonaniu ekspertyzy, w marcu 2012 zadecydował o dalszym użytkowaniu estakady z dodatkowymi obostrzeniami (jezdnia zwężona do 2 pasów, podpory). W grudniu 2013 wprowadzono ograniczenie wjazdu pojazdów powyżej 3,5 tony oraz ograniczenie prędkości do 30 km/h. 18 lutego 2014 Wojewódzki Inspektor Nadzoru Budowlanego wydał decyzję o zamknięciu północnej estakady. Zarząd Dróg Miejskich postanowił wprowadzić ruch dwukierunkowy na estakadzie południowej, jednocześnie wprowadzając bezwzględny zakaz wjazdu pojazdów o masie powyżej 3,5 tony; wprowadzone zostały także ograniczenia ruchu pieszego pod konstrukcją. 27 października 2017 roku zakończono przebudowę estakady, znosząc wszelkie ograniczenia wjazdu.

## Dane techniczne
- ścieżki rowerowe: 1 (po stronie północnej)[1]
- jezdnia: 2 x 3 pasy
- długość: ok. 550 m
- 29 przęseł o rozpiętości ok. 19 m